# Новокизгановский сельсовет
Новокизгановский сельсове́т — упразднённая в 2008 году административно-территориальная единица и сельское поселение (тип муниципального образования) в составе Бураевского района. Почтовый индекс — 452966. Код ОКАТО — 80218834000. Объединён с сельским поселением Тазларовский сельсовет.

## Состав сельсовета
деревни Новокизганово — административный центр, Старокизганово.

## История
Закон Республики Башкортостан от 19.11.2008 N 49-з «Об изменениях в административно-территориальном устройстве Республики Башкортостан в связи с объединением отдельных сельсоветов и передачей населённых пунктов», ст.1 п. 16) б) гласил:

 "Внести следующие изменения в административно-территориальное устройство Республики Башкортостан:
 объединить Тазларовский и Новокизгановский сельсоветы Бураевского
района с сохранением наименования «Тазларовский» с административным
центром в деревне Новотазларово.
Включить деревни Новокизганово, Старокизганово Новокизгановского сельсовета в состав Тазларовского сельсовета.

Утвердить границы Тазларовского сельсовета согласно представленной схематической карте.

Исключить из учётных данных Новокизгановский сельсовет
На 2008 год граничил с Балтачевским районом, с муниципальными образованиями: Кашкалевский сельсовет, Тазларовский сельсовет, Шукшановский сельсовет, («Закон Республики Башкортостан от 17.12.2004 N 126-з (ред. от 19.11.2008) „О границах, статусе и административных центрах муниципальных образований в Республике Башкортостан“»).